# G2557/2558次列车
G2557/2558次列车是中国铁路运行于首都北京市北京南站至浙江省金华市下属永康市永康南站间的高速动车组列车，自2021年6月25日起开行，由上海局集团杭州客运段担任客运乘务，途经北京市、河北省、天津市、山东省、江苏省、安徽省、浙江省二市五省。其中北京南站至永康南站运行8小时17分，使用车次为G2557次；永康南站至北京南站运行8小时5分，使用车次为G2558次。

## 历史

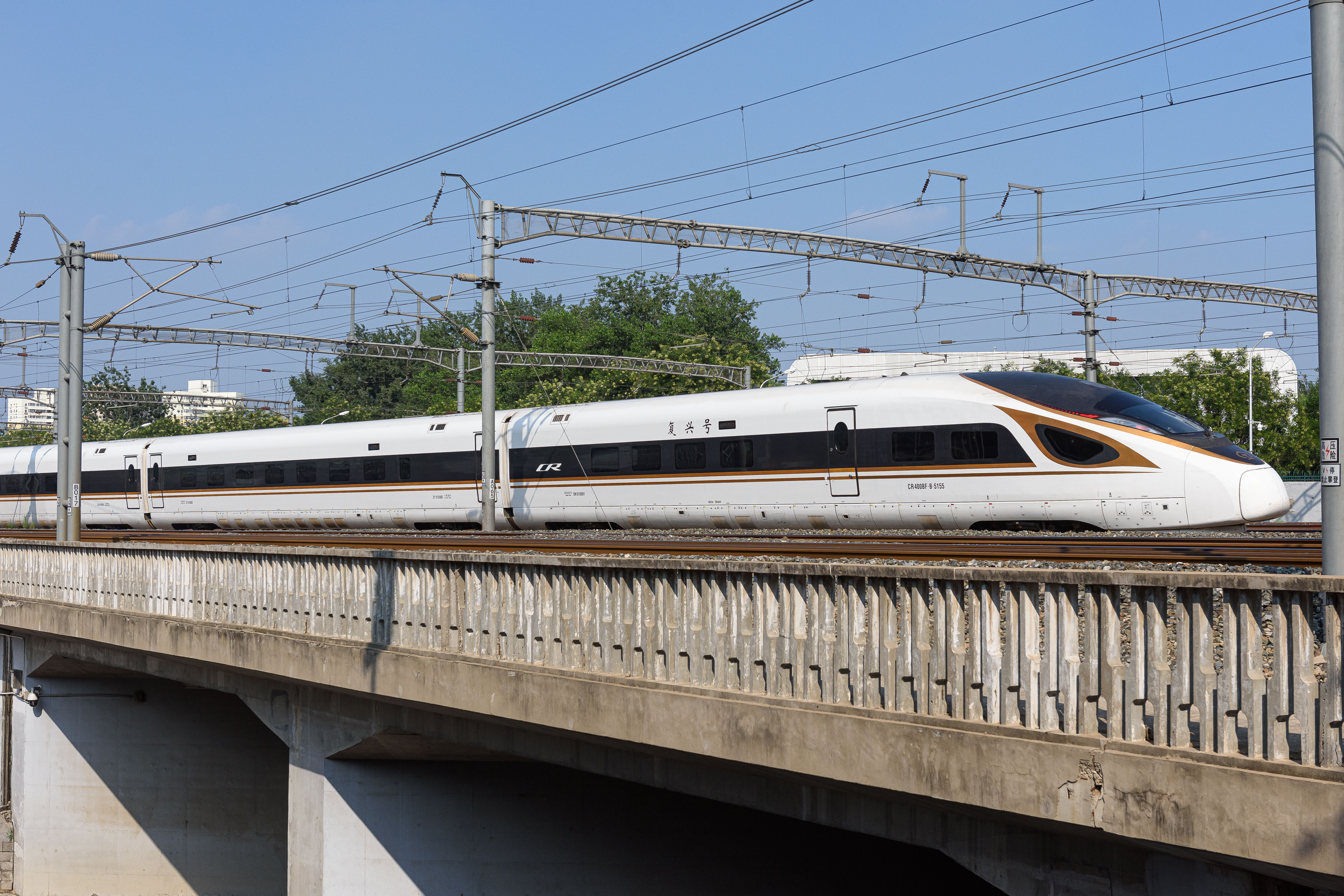
G2558次列车驶入北京南站

2011年12月12日，新增北京南～杭州G43/42次列车。
2013年7月1日，配合宁杭高铁开通以及杭州东站恢复使用，本对列车调整至杭州东站始发终到。
2020年7月1日，配合合杭高铁肥东至湖州段开通，本对列车在蚌埠南站至杭州东站间改经合蚌高铁、合福高铁、合杭高铁、宁杭高铁运行。
2021年6月25日，配合京沪高铁运行图重排，原北京南～杭州东G43次列车运行区段调整为北京南～金华南，车次调整为G2557次；原杭州东～北京南G42次列车运行区段调整为永康南～北京南，车次调整为G2558次。
2023年7月1日起，G2557次列车延长至永康南站终到。

## 使用列车
G2557/2558次列车使用配属于上海局集团上海虹桥动车运用所的CR400BF-B。